# Stade Nicolae-Dobrin
Le stade Nicolae-Dobrin était un stade de Pitești, d'une capacité de 15 000 places. Le stade porte le nom de Nicolae Dobrin, considéré comme l'un des footballeurs roumains les plus talentueux de tous les temps, ancien joueur du Fotbal Club Argeș Pitești.

## Histoire
Le stade a été construit après que, en 1962, le Dinamo Pitesti ait été promu pour la première fois en Division A, et le besoin d'une nouvelle arène plus moderne était devenu une chose naturelle. L'équipe jouait sur le terrain de Strand, construit en 1936, et on considérait qu'elle méritait, pour la Division A, un nouveau stade. La Mairie et l'Armée commencèrent l'aménagement de la fosse à côté du cimetière, et après plus d'un an de travaux, le stade fut prêt au début de 1964. Le nouveau stade fut baptisé "1er Mai".
L'inauguration a eu lieu le 2 mai 1964, lors d'un match amical entre le Dinamo Pitești et le Spartak Sofia, score 3-0 pour les blanc-violets. Dans la continuité des manifestations occasionnées par la présentation de la nouvelle arène dans laquelle allait jouer le FC Argeș, les habitants de Pitesti ont également joué d'autres matchs amicaux en compagnie d'adversaires très forts, comme le Bonsucceso Rio de Janeiro, score 2-1, Lazio Rome, score 2-1 et Szeghed, score 3-2.
Au fil des années, l'arène de Trivale a connu plusieurs étapes de modernisation : la piste d'athlétisme a été installée, les vestiaires, le tunnel d'accès et l'espace pour les bancs de réserve ont été aménagés. Jusqu'à la Révolution, les tribunes furent surélevées et la construction de la deuxième tribune commença, qui n'est pas encore achevée à ce jour. Après 1989, le premier changement fut le nom du stade. Le nom « 1 mai » a été abandonné et le nom « Municipal » a été utilisé, jusqu'à ce que le conseil municipal approuve que l'arène Trivale porte le nom de celui qui a fait la grandeur de ce club, Nicolae Dobrin.
Les modernisations se sont poursuivies, des sièges ont été installés, la capacité étant alors réduite de 17 500 à 15 000 sièges. Les années 2000 marquent le réaménagement du Centre pour Enfants et Juniors, qui reçoit le nom de « Leonte Ianovschi ». Le tableau d'affichage a été changé et le gazon a également été remplacé. Le 25 mai 2008 a été inaugurée l'installation nocturne, composée de six piliers, unique en Roumanie.
Le record d'affluence a été établi en 1979, lorsque 28 000 spectateurs se sont rassemblés pour assister au match entre le FC Argeș et Nottingham Forest au deuxième tour de la Coupe des Champions d'Europe.
Au retour de la saison 2009/2010, le stade était partagé par le Fotbal Club Argeș Pitești et FC Internațional Curtea de Argeș